# Gladwyn Jebb, 1. Baron Gladwyn
Hubert Miles Gladwyn Jebb, 1. Baron Gladwyn, of Bramfield, GCMG, GCVO, CB (* 25. April 1900 in Firbeck Hall, Firbeck, Yorkshire, England; † 24. Oktober 1996 in Halesworth, England) war ein britischer Politiker und Diplomat.

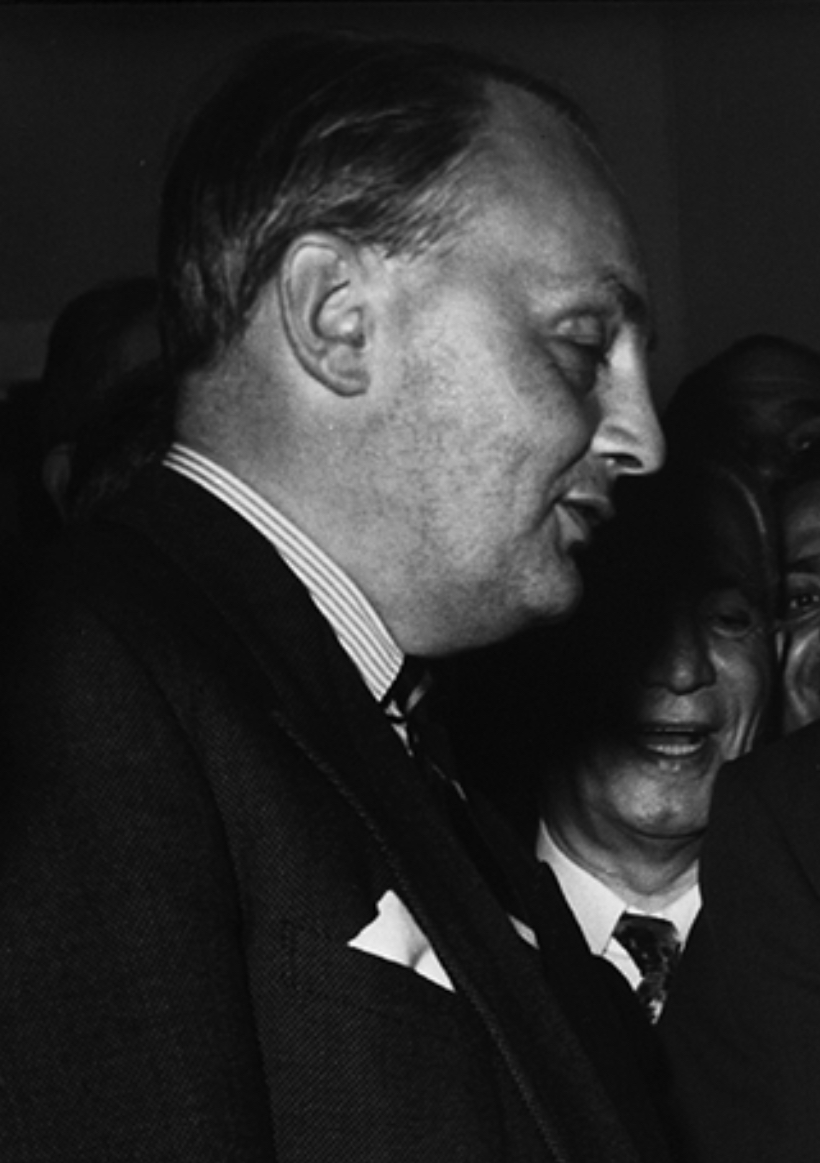
Gladwyn Jebb, um 1951

## Leben
Jebb besuchte das Eton College und studierte dann am Magdalen College an der University of Oxford Geschichte. Er schloss das Studium als einer der Besten seines Jahrgangs ab.
1924 trat er in den britischen diplomatischen Dienst ein. Er diente in Teheran und Rom. Danach machte er im Außenamt Karriere. Während des Zweiten Weltkriegs war er First Chief Executive Officer des britischen Geheimdienstes Special Operations Executive unter Minister Hugh Dalton. Er nahm an den Konferenzen von Teheran, Jalta und Potsdam teil.
Von 1945 bis 1946 war Jebb der erste kommissarische Generalsekretär der Vereinten Nationen, bis der erste gewählte Generalsekretär, der Norweger Trygve Lie, die Geschäfte übernahm.
Jebb arbeitete dann wieder im Foreign and Commonwealth Office und als Botschafter des Vereinigten Königreichs beim Brüsseler Pakt. Von 1950 bis 1954 war er britischer UN-Botschafter. Danach übte er von 1954 bis 1960 das Amt des Botschafters in Frankreich aus.
Im Jahre 1960 wurde Jebb in den erblichen Adelsstand erhoben. Er wurde dann stellvertretender Fraktionsvorsitzender der Liberalen im House of Lords. Dieses Amt hatte er bis 1988 inne. Von 1973 bis 1976 war er außerdem Mitglied des Europäischen Parlamentes.

## Familie
Jebb war seit 1929 mit Cynthia Noble verheiratet, einer Ur-Urenkelin von Isambard Kingdom Brunel. Das Ehepaar hatte einen Sohn Miles, der seinem Vater als Baron nachfolgte, und zwei Töchter: Vanessa war mit dem Historiker Hugh Thomas, Baron Thomas of Swynnerton verheiratet. Seine jüngere Tochter Stella ist mit dem französischen Biologen und Unternehmer Joël de Rosnay verheiratet. Jebb starb 1996.

## Schriften
- The role of the United Nations. In: International affairs, Bd. 6 (1952), S. 509–520.
- The free world and the United Nations. In: Foreign Affairs, Bd. 31 (1952–53), S. 382–391.
- Großbritanniens Stellung zur europäischen Integration und atlantischen Zusammenarbeit. In: Für eine atlantische Gemeinschaft. CEPES, Europ. Vereinigung f. Wirtschaftl. u. Soziale Entwicklung, Dt. Gruppe e.V., Frankfurt/M. 1961, S. 94–102.

- The European idea. Weidenfeld & Nicolson, London 1966 (dt. Ausgabe u.d.T.: Plädoyer für Europa. Europa Union Verlag, Köln 1967).

- Britain and the European Community. Ed. U.G.A, Heule 1966.

- Halfway to 1984. Columbia University Press, New York 1966.

- De Gaulle's Europe or why the general says no. Secker & Warburg, London 1969.
- Europe after de Gaulle. Taplinger Pub. Co., New York 1969.
- The defense of Western Europe. In: Foreign Affairs, Bd. 51 (1972–73), S. 588–597.

- The memoirs of Lord Gladwyn. Weidenfeld & Nicolson, London 1972.
- Western europe's collective defence. In: International affairs, Bd. 51 (1975), S. 166–174.